# Ворсянкоцветные
Ворсянкоцве́тные (лат. Dipsacales) — по современной классификации APG IV порядок цветковых растений насчитывающий 2 семейства, 32 рода и 1 348 ботанических видов. Порядок включается в дочернюю кладу Кампанулиды, последовательно входящую в более крупные клады  Астериды -> Суперастериды -> Эвдикоты -> Цветковые растения. Цветки у представителей данного порядка обычно обоеполые, 4—5-членные, со сростнолепестным венчиком. Тычинок столько же, сколько лепестков (иногда меньше).

## Классификация
Согласно текущей системе APG IV (2016) порядок состоит из двух семейств:
- Калиновые — Viburnaceae Raf. (1820) - 3 рода, 223 вида
- Жимолостные — Caprifoliaceae Juss. (1789) - 29 родов, 1 125 видов

Согласно системе APG III (2009) в порядок включались два семейства:
- Адоксовые — Adoxaceae E.Mey. (1839)
- Жимолостные — Caprifoliaceae Juss. (1789)

Согласно системе APG II (2003) в порядок включались семь семейств:
- Адоксовые — Adoxaceae E.Mey. (1839)
- Валериановые — Valerianaceae Batsch (1802)
- Ворсянковые — Dipsacaceae Juss. (1789)
- Диервилловые — Diervillaceae (Raf.) Pyck (1998)
- Жимолостные — Caprifoliaceae Juss. (1789)
- Линнеевые — Linnaeaceae (Raf.) Backlund (1998)
- Мориновые — Morinaceae Raf. (1820)

По системе классификации Кронквиста (1981) в порядок включались следующие семейства:
- Адоксовые (Adoxaceae)
- Валериановые (Valerianaceae)
- Ворсянковые (Dipsacaceae)
- Жимолостные (Caprifoliaceae)

### Таксономическое положение[1]
- Dipsacales Juss. ex Bercht. & J.Presl, 1820, Anal. Fam. Pl. 255

Порядок Ворсянкоцветные включается в дочернюю кладу Кампанулиды, последовательно входящую в более крупные клады  Астериды -> Суперастериды -> Эвдикоты -> Цветковые растения. Кладограмма в соответствии с Системой APG IV по состоянию на декабрь 2023 года:
|  |                          |  |                                   | порядок Ворсянкоцветные |  | 2 семейства |  | 32 родов |  | 1 348 видов |
|  |                          |  |                                   | порядок Ворсянкоцветные |  | 2 семейства |  | 32 родов |  | 1 348 видов |
|  | клада Цветковые растения |  |                                   |                         |  |             |  |          |  |             |
|  |                          |  |                                   |                         |  |             |  |          |  |             |
|  |                          |  | ещё 63 порядка цветковых растений |                         |  |             |  |          |  |             |
|  |                          |  |                                   |                         |  |             |  |          |  |             |